# ウェディングピーチ MUSIC BOUQUET 1
『ウェディングピーチ MUSIC BOUQUET 1 』は、テレビアニメ『愛天使伝説ウェディングピーチ』のサウンドトラック。1995年8月23日にスターチャイルドより発売された。

## 概要
前期のBGMを収録されている全31曲のうちは長谷川智樹が制作を担当。また、前期主題歌の『夢見る愛天使』と『21世紀のジュリエット』両曲のTVサイズ・バージョンを収録。全33曲。

## 曲目リスト
1. 夢見る愛天使 TVサイズ
2. 学校に行きたくなる理由
3. そして今日がはじまる
4. もっともっと近くへ
5. 青春ちゃんなのだっ
6. あの空を見つめれば（まぶしい朝〜トワイライト〜星空）〈ナイトメア~暗闇の悪夢〉
7. 悪魔界
8. WPブリッジ・コレクション
9. 迫りくる影
10. 黒いミラージュ
11. レインデビラ
12. 小さな胸に勇気を抱いて〈ガールズ〜女の子たち〉
13. 21世紀のジュリエット
14. WPブリッジ・コレクション2
15. ミーハー仲間は無敵です
16. アンニュイって感じかな…
17. お色気？ローティーン
18. 今は時計をはずして
19. ひとりぼっちで泣かないで〈エネジー〜力を合わせて〉
20. 夢見る天使
21. 天使界
22. メッセージ・フロム・リモーネ
23. 心のバージンロード
24. 愛天使 光の中から
25. 倒すべき敵
26. ピンチの中にチャンスを探せ〈ラヴ〜愛のウェーヴ〉
27. テーマ・オブ・ウェディングピーチ
28. テーマ・オブ・エンジェルデイジー
29. テーマ・オブ・エンジェルリリィ
30. 愛は負けられない
31. 笑顔が明日を連れて来る
32. 夢見る愛天使（インストゥルメンタル・ヴァージョン）
33. 21世紀のジュリエット TVサイズ